# Oyster Bay (Nouvelle-Galles du Sud)
 (février 2020).
Si vous disposez d'ouvrages ou d'articles de référence ou si vous connaissez des sites web de qualité traitant du thème abordé ici, merci de compléter l'article en donnant les références utiles à sa vérifiabilité et en les liant à la section « Notes et références ».
Pour les articles homonymes, voir Oyster Bay.
Oyster Bay est une banlieue du sud de Sydney, dans l'État de Nouvelle-Galles du Sud, en Australie. Il est situé à 26 kilomètres au sud du quartier central des affaires de Sydney, dans la zone du gouvernement local du comté de Sutherland.

## Emplacement
Oyster Bay est une caractéristique naturelle sur la rive sud de la rivière Georges. Green Point et Caravan Head sont des localités de la banlieue d'Oyster Bay. Green Point abrite l'observatoire de Green Point, siège de la Sutherland Astronomical Society. Coronation Bay est également situé sur la rivière Georges entre Green Point et Caravan Head. À Coronation Bay, il y a une grande mangrove qui crée un écosystème diversifié et dynamique, qui soutient une variété d'oiseaux. La baie Carina est située à la limite ouest de la banlieue.

## Sources
- (en) Cet article est partiellement ou en totalité issu de l’article de Wikipédia en anglais intitulé « Oyster Bay, New South Wales » (voir la liste des auteurs).